# Flávio Gustavo Barbosa
 (juin 2017).
Si vous disposez d'ouvrages ou d'articles de référence ou si vous connaissez des sites web de qualité traitant du thème abordé ici, merci de compléter l'article en donnant les références utiles à sa vérifiabilité et en les liant à la section « Notes et références ».
Flávio Gustavo da Silva Barbosa (né le 26 décembre 1992 à Currais Novos) est un athlète brésilien, spécialiste du sprint.
Il porte son record à 10 s 36 à São Bernardo do Campo le 9 juin 2017. Il devient champion d'Amérique du Sud le 24 juin suivant du relais 4 x 100 m.